# Передовой хребет (Скалистые горы)
Передово́й хребе́т (англ. Front Range) — горный хребет в южной части Скалистых гор в США, примыкающий с запада к Великим Равнинам.
Хребет протягивается с юга на север на 274 км. Высшая точка — гора Грейс-Пик (4349 м). Хребет сложен преимущественно гранитами. Вершины платообразные, восточные склоны пологие, западные — крутые. На склонах произрастают сосновые и елово-пихтовые леса, выше — альпийские луга, снежники. На территории хребта расположен национальный парк Роки-Маунтин.